# Даниел Еванс
Даниел Еванс (на английски: Daniel Evans) е британски тенисист.

## Биография
Даниел Еванс е роден на 23 май 1990 г. в Бирмингам, Великобритания. Баща му е електротехник, а майка му е медицинска сестра, има две по-големи сестри.

## Кариера
Даниел Еванс достига до номер 52 в света на двойки на 26 април 2021 г. На 7 август 2023 г. достига до номер 21 в света на сингъл в ранглистата на ATP.
Даниел Еванс е част от британски отбор за Купа Дейвис, който през 2015 г. печели купата. Отборът за Купа Дейвис получава наградата за отбор на годината за спортна личност на BBC за 2015 г.
Даниел Еванс достига четири финала на ATP тур, като печели два турнира, Мъри Ривър Оупън през 2021 и Вашингтон Оупън през 2023 г.

## Кариерна статистика

### ATP финали (2 титли; 2 финала)
|        | П–З | Година | Турнир             | Клас      | Настилка | Опонент            | Резултат           |
| ------ | --- | ------ | ------------------ | --------- | -------- | ------------------ | ------------------ |
| Загуба | 0–1 | 2017   | Сидни Интернешънъл | 250 серии | Твърда   | Жил Мюлер          | 6–7(5–7), 2–6      |
| Загуба | 0–2 | 2019   | Делрей Бийч Оупън  | 250 серии | Твърда   | Раду Албот         | 6–3, 3–6, 6–7(7–9) |
| Победа | 1–2 | 2021   | Мъри Ривър Оупън   | 250 серии | Твърда   | Феликс Оже-Алиасим | 6–2, 6–3           |
| Победа | 2–2 | 2023   | Вашингтон Оупън    | 500 серии | Твърда   | Талон Грикспор     | 7–5, 6–3           |